# Херодијан
Херодијан (грч. Ηρωδιανος) (око 170. - око 240.) је био римски историчар познат као аутор Историје Римског царства од смрти цара Марка Аурелија, коју је написао на старогрчком у осам књига.
У својој историји је покрио владавину цара Комода (180 – 192), владавину петорице царева (193), владавину династије Севера (211 – 235) и владавину шест царева (238).

## Биографија
О његовом животу се мало зна, претпоставља се да је рођен негде у Малој Азији, можда из Антиохије јер се понекад помиње као Иродијан Антиохијски, као и да је живео за време владавине Гордијана III.